# 박정부
박정부(1944년 12월 2일 ~ )는 아성다이소 회장을 맡고 있는 대한민국의 기업인이다.

## 생애
1944년에 태어났고, 한양대학교 공업경영학과 졸업한 뒤, 1973년 구로공단에서 전구 생산 업체인 풍우실업의 입사했다가, 1988년 2월 한일맨파워 무역업 창업을 시작하여, 1997년 천호동에 아스코이븐프라자 (現 아성다이소) 1호점을 열었다.

## 학력
- 서울영등포고등학교 졸업
- 한양대학교 공업경영학과 졸업

## 경력
- 1988~2017년 (주)한일맨파워 대표이사
- 1992~2018년 ㈜다이소아성산업 대표이사
- 2006년 (주)다이소인터내셔날 설립
- 2006년 한국중견기업연합회 부회장
- 2006년 한국무역협회 남북교역투자협의회 부위원장
- 2008년 (주)한웰이쇼핑 설립
- 2009~2020년 (주)한웰 대표이사
- 2009년 (주)에이치원글로벌 설립
- 2014년 한국중견기업연합회 조세ㆍ금융위원회 위원장
- 2015년 한국무역협회 비상근부회장
- 2018년 (주)아성에이치엠피 회장
- 2018년 (주)아성다이소 회장

## 수상
- 1993년 상공부장관표창
- 1997년 석탑산업훈장
- 2002년 철탑산업훈장
- 2002년 1억불 수출의탑
- 2003년 대한민국 경영인상
- 2003년 한국생산성학회 생산성대상
- 2005년 부총리 겸 재정경제부장관표창
- 2008년 동탑산업훈장
- 2009년 국무총리표창
- 2014년 대통령표창
- 2016년 금탑산업훈장

## 저서
- 천 원을 경영하라 (2022년 11월 16일 출간)